# An Cư, Tuy An
An Cư là một xã thuộc huyện Tuy An, tỉnh Phú Yên, Việt Nam.
Xã An Cư có diện tích 20,78 km², dân số năm 1999 là 10042 người, mật độ dân số đạt 483 người/km².